# Агростологія

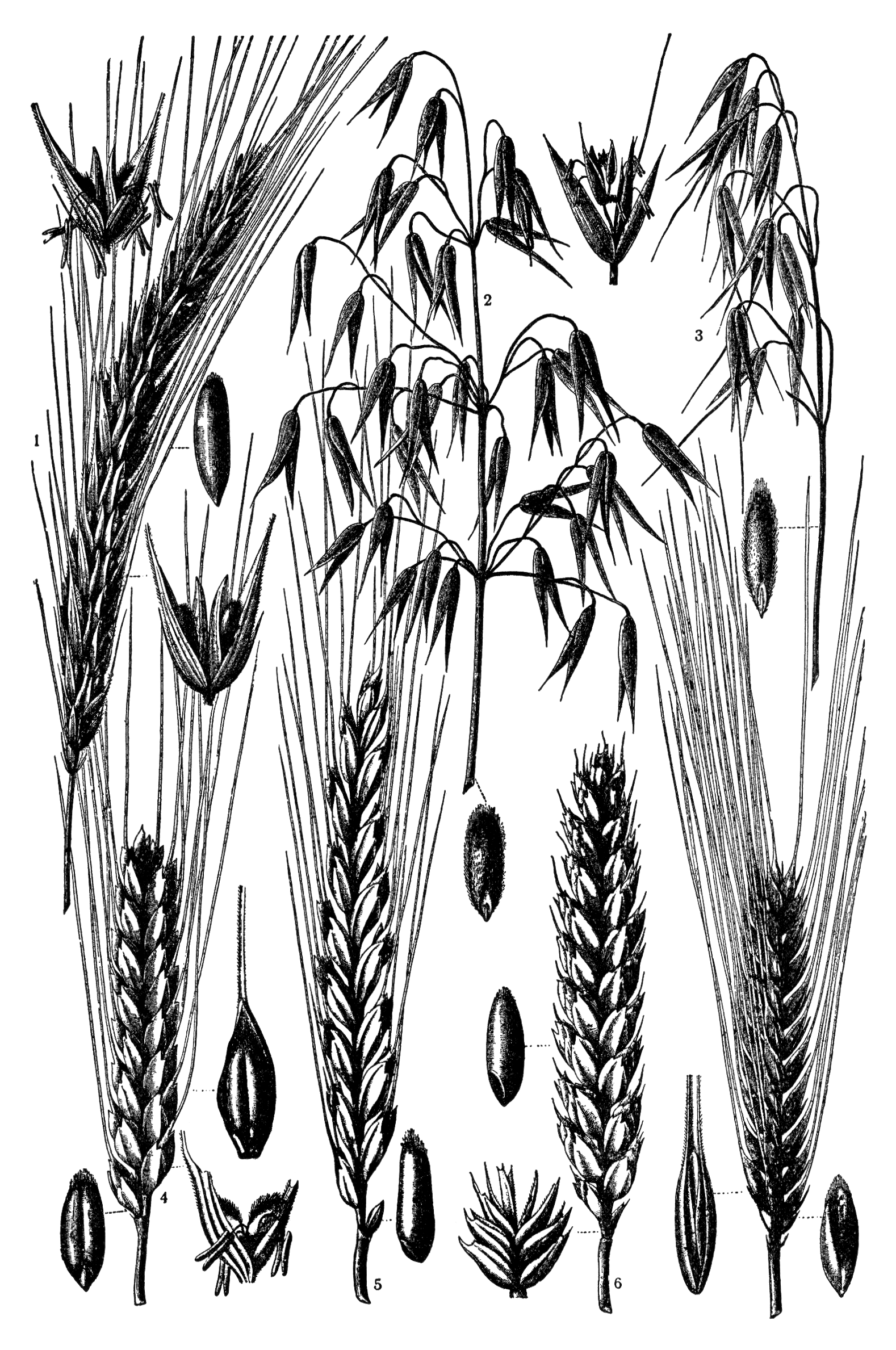
Суцвіття і плоди

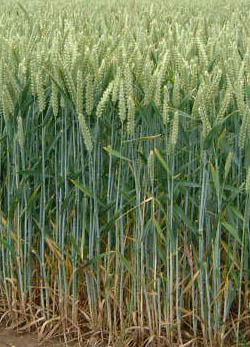
Пшеничне поле

Агростологія (від дав.-гр. ἄγρωστις, agrōstis — польова трава, вид трави та дав.-гр. λογία, logia — знання) — галузь ботаніки, що вивчає трави; наука про трави. Датою її народження вважається 1709 р., коли Йоганом Якобом Шойхером (Johann Jakob Scheuchzer) було опубліковано капітальну монографію стосовно цієї родини Agrostographiae Helveticae Prodromus. Термін «agrostografia» з часом було замінено на вживаний донині термін «agrostologia».
Розвиток науки про трави пов'язаний з їх величезним значенням в природі і рослинництві, а також з великим видовим багатством (тільки в Україні понад 340 видів). Досить багато злакових рослин використовується як лікарські. Разом з розвитком генетики, екології, формування ландшафту і охорони природи, дослідження трав переросли традиційні межі тільки як рослин лукових або сільськогосподарських.

## Ресурси Інтернету
- Photos of grasses